# Magnolia aromatica
Magnolia aromatica (Dandy) V.S.Kumar, es una especie de pequeño árbol perteneciente a la familia Magnoliaceae. 

## Distribución y hábitat
Se encuentra en China (Guangxi, Guizhou, Yunnan) y Vietnam. Está tratada en peligro de extinción por pérdida de hábitat. 
La especie se encuentra en el bosque monzónico en las colinas de piedra caliza los entre 800 y 1550 m s. n. m.

## Taxonomía
Magnolia aromatica fue descrito por (Dandy) V.S.Kumar y publicado en Kew Bulletin 61(2): 183. 2006.
Etimología
Magnolia: nombre genérico otorgado en honor de Pierre Magnol, botánico de Montpellier (Francia).
aromatica: epíteto latino que significa "con olor, fragante".
Sinonimia
- Manglietia aromatica Dandy (1931).
- Paramanglietia aromatica (Dandy) Hu & W.C.Cheng (1951).[4][5]